# Seligeria gymnostoma
Seligeria gymnostoma är en bladmossart som beskrevs av C. Müller 1900. Seligeria gymnostoma ingår i släktet dvärgmossor, och familjen Seligeriaceae. Inga underarter finns listade i Catalogue of Life.